# Alcaracejos
Alcaracejos é um município da Espanha na província de Córdova, comunidade autónoma da Andaluzia. Tem 175,62 km² de área e em 2021 tinha 1 481 habitantes (densidade: 8,4 hab./km²).

## Demografia
| Variação demográfica do município entre 1991 e 2004 | Variação demográfica do município entre 1991 e 2004 | Variação demográfica do município entre 1991 e 2004 | Variação demográfica do município entre 1991 e 2004 |
| --------------------------------------------------- | --------------------------------------------------- | --------------------------------------------------- | --------------------------------------------------- |
| 1991                                                | 1996                                                | 2001                                                | 2004                                                |
| 1509                                                | 1478                                                | 1431                                                | 1446                                                |